# Campionati del mondo di ciclismo su strada 2022 - Gara in linea femminile Elite
La gara in linea femminile Elite dei Campionati del mondo di ciclismo su strada 2022 si è svolta il 24 settembre 2022 su un percorso di 164,3 km, con partenza da Helensburgh e arrivo da Wollongong nel Nuovo Galles del Sud in Australia. La vittoria fu appannaggio dell'olandese Annemiek van Vleuten, la quale completò il percorso in 4h24'25", precedendo la belga Lotte Kopecky e l'italiana Silvia Persico.

## Squadre e corridori partecipanti
Il numero di partecipanti per paese è determinato da criteri stabiliti dall'Unione Ciclistica Internazionale (UCI), che tiene conto del ranking mondiale UCI per paese.
| N.     | Cod. | Squadra       |
| ------ | ---- | ------------- |
| 1-8    | ITA  | Italia        |
| 9-11   | AUT  | Austria       |
| 12-18  | NLD  | Paesi Bassi   |
| 19-25  | FRA  | Francia       |
| 26-31  | BEL  | Belgio        |
| 32-38  | AUS  | Australia     |
| 39-42  | DEN  | Danimarca     |
| 43-48  | POL  | Polonia       |
| 49-55  | USA  | Stati Uniti   |
| 56-61  | DEU  | Germania      |
| 62-67  | ESP  | Spagna        |
| 68-72  | CHE  | Svizzera      |
| 73-78  | GBR  | Gran Bretagna |
| 79-82  | ZAF  | Sudafrica     |
| 83-86  | NZL  | Nuova Zelanda |
| 87-91  | CAN  | Canada        |
| 92     | CUB  | Cuba          |
| 93-96  | SWE  | Svezia        |
| 97-100 | COL  | Colombia      |

| N.      | Cod. | Squadra             |
| ------- | ---- | ------------------- |
| 101-105 | NOR  | Norvegia            |
| 106-107 | UZB  | Uzbekistan          |
| 108-110 | SVN  | Slovenia            |
| 111-112 | CZE  | Rep. Ceca           |
| 113-114 | THA  | Thailandia          |
| 115     | SRB  | Serbia              |
| 116     | LUX  | Lussemburgo         |
| 117     | ERI  | Eritrea             |
| 118     | LTU  | Lituania            |
| 119-120 | UKR  | Ucraina             |
| 121     | BRA  | Brasile             |
| 122     | ARG  | Argentina           |
| 123     | JPN  | Giappone            |
| 124     | ISR  | Israele             |
| 125     | SVK  | Slovacchia          |
| 126     | HKG  | Hong Kong           |
| 127     | DZA  | Algeria             |
| 128     | RWA  | Ruanda              |
| 130     | UAE  | Emirati Arabi Uniti |

## Classifica (Top 10)
| Pos. | Corridore             | Squadra     | Tempo    |
| ---- | --------------------- | ----------- | -------- |
| 1    | Annemiek van Vleuten  | Paesi Bassi | 4h24'25" |
| 2    | Lotte Kopecky         | Belgio      | a 1"     |
| 3    | Silvia Persico        | Italia      | s.t.     |
| 4    | Liane Lippert         | Germania    | s.t.     |
| 5    | Cecilie Uttrup Ludwig | Danimarca   | s.t.     |
| 6    | Arlenis Sierra        | Cuba        | s.t.     |
| 7    | Juliette Labous       | Francia     | s.t.     |
| 8    | Katarzyna Niewiadoma  | Polonia     | s.t.     |
| 9    | Elise Chabbey         | Svizzera    | a 1"     |
| 10   | Elisa Longo Borghini  | Italia      | s.t.     |